# Prosoplecta jacobsoni
Prosoplecta jacobsoni är en kackerlacksart som först beskrevs av Hanitsch 1929.  Prosoplecta jacobsoni ingår i släktet Prosoplecta och familjen småkackerlackor. Inga underarter finns listade i Catalogue of Life.